# Ptychatractus ligatus
Ptychatractus ligatus, tên tiếng Anh: ligate false spindle, là một loài ốc biển, là động vật thân mềm chân bụng sống ở biển trong họ Ptychatractidae.